# AZD7442
AZD7442 англ. AZD7442 — коктейль з антитіл проти COVID-19, який розроблений британсько-шведською фармацевтичною та біотехнологічною компанією «AstraZeneca», який застосовується внутрішньом'язово.

## Історія
У 2020 році дослідники медичного центру Університету Вандербільта виявили особливо потужні антитіла, виділені у хворих коронавірусною хворобою, інфікованих диким штамом вірусу. Компанія «AstraZeneca» ліцензувала антитіла, розробила лікування коронавірусної хвороби на основі цих антитіл, та профінансувала клінічні дослідження, включаючи дослідження «Provent», у якому брали участь 5 тисяч осіб з високим ризиком перебігу хвороби, яке тривало протягом 15 місяців.
У повідомленні про результати досліджень, що у тих, кому вводили AZD7442, виявлено зменшення симптомів COVID-19 на 77 %, причому в цих хворих не зареєстровано важкого перебігу хвороби або летальних випадків. Компанія «AstraZeneca» також зазначила, що ця суміш антитіл нейтралізує нещодавно виниклі варіанти вірусу SARS-CoV-2, включаючи варіант Дельта. Навпаки, інше дослідження «StormChaser» не досягло своєї первинної кінцевої точки. AZD7442 було введено 1000 осіб після інфікування, у яких був позитивний тест на коронавірус.
20 серпня 2021 року компанія «AstraZeneca» оголосила результати дослідження, та подала запит на схвалення препарату для екстреного використання.